# Aliado importante extra-OTAN

Estados Unidos
Miembros de la OTAN
Aliados extra-OTAN

Aliado importante no-OTAN (en inglés, Major non-NATO ally; o su acrónimo MNNA) es una designación dada por el gobierno de los Estados Unidos a un grupo de aliados, quienes mantienen una estrategia de trabajo con las fuerzas estadounidenses, pero no son miembros de la Organización del Tratado del Atlántico Norte. El ser elevado al estatus de MNNA no incluye automáticamente un pacto de defensa colectiva con los Estados Unidos, aunque brinda una variedad de ventajas militares y financieras que de otra forma no podrían ser obtenidas por países que no pertenecen a la OTAN.

## Historia
El nivel de MNNA fue creado originalmente en 1987 por el Congreso de los Estados Unidos. Los primeros miembros fueron Australia, Egipto, Israel, Japón y Corea del Sur.
En 1996 los miembros mayores de la alianza no-OTAN recibieron beneficios económicos adicionales así como también militares. En ese momento se agregó a Nueva Zelanda al tratado. En 1998, Argentina pasa a integrar este grupo. En 2019, Brasil pasó a formar parte del grupo, habiendo sido designado por el presidente Donald Trump. En 2022 el presidente Joe Biden nombró a Colombia aliado principal extra OTAN, también este mismo año Catar pasó a integrarse al grupo

## Listado de MNNAs
Los siguientes países han recibido la condición de Aliado importante no-OTAN:

### Nombrados por Ronald Reagan

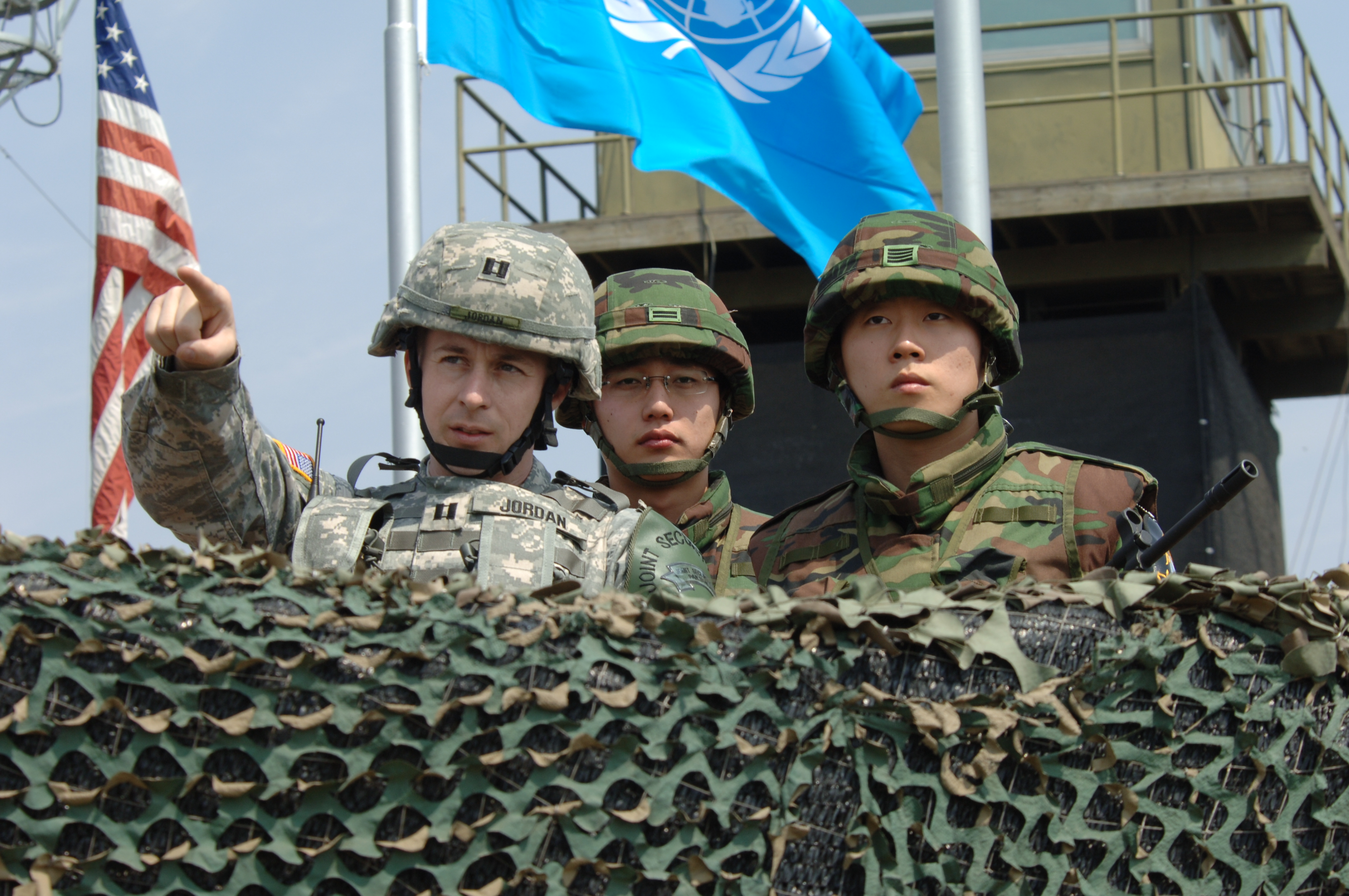
Soldados surcoreanos junto a un soldado del Ejército de los Estados Unidos en la Zona desmilitarizada de Corea en 2008.

- Australia (1987)[2]
- Corea del Sur (1987)[2]
- Egipto (1987)[2]
- Israel (1987)[2]
- Japón (1987)[2]

### Nombrados por Bill Clinton
- Jordania (1996)[3]
- Nueva Zelanda (1997)[4]
- Argentina (1998)[5]

### Nombrados por George W. Bush
- Baréin (2002)[6]
- Filipinas (2003)[7]
- Tailandia (2003)[8]
- República de China (2003)[9]
- Kuwait (2004)[10]
- Marruecos (2004)[11]
- Pakistán (2004)[12]

### Nombrados por Barack Obama
- Afganistán (2012)[13]
- Túnez (2015)[14]

### Nombrados por Donald Trump
- Brasil (2019)[15][16]

### Nombrados por Joe Biden
- Catar (2022)[17]
- Colombia (2022)[18]
- Kenia (2024)